# Ilex oppositifolia
Ilex oppositifolia är en järneksväxtart som beskrevs av Merrill. Ilex oppositifolia ingår i släktet järnekar, och familjen järneksväxter. Inga underarter finns listade i Catalogue of Life.